# Rendalen
Rendalen és un municipi situat al comtat d'Innlandet, Noruega. Té 1.881 habitants (2016) i la seva superfície és de 3.180 km². El centre administratiu del municipi és el poble de Bergset. Forma part de la regió tradicional d'Østerdalen.

## Informació general
El municipi de Rendalen es va establir l'1 de gener de 1838. Rendalen es va dividir en dos municipis independents (Ytre Rendall i Øvre Rendal) el 1880, quan tenia 3.529 habitants. Ambdós municipis es van tornar a unir l'1 de gener de 1965 amb el nom de Rendalen.

### Nom
La forma en nòrdic antic del nom era Reindalr. El primer element és rein, que significa "ren". L'últim element és dalr que significa "vall". Per tant, el topònim significa "la vall dels rens".

### Escut d'armes
L'escut d'armes és modern. Se'ls hi va concedir el 2 de juny de 1989. L'escut mostra els caps de dos rens platejats sobre un fons blau. L'escut simbolitza la importància de la cria de rens a la comunitat. El nombre de dos caps representa els dos antics municipis d'Øvre Rendal i Ytre Rendal. L'escut va ser dissenyat per l'artista Arvid Sveen.

## Geografia
Rendalen limita al nord-oest amb els municipis d'Alvdal i Tynset, al nord amb Tolga, a l'est amb Engerdal, al sud amb Trysil i Åmot, i a l'oest amb Stor-Elvdal.
Rendalen està situat a la vall homònima, sent part de la gran vall d'Østerdalen. A més, el municipi comprèn la part nord de Storsjø, una zona muntanyosa a l'est de Rendalen. També comprèn el llac Sølensjøen.
El municipi té una superfície de 3.180 quilòmetres quadrats, que el converteix en el municipi més gran del sud de Noruega. La muntanya més alta és Sølen, amb una alçada de 1755 msnm.

## Ciutats agermanades
Rendalen manté una relació d'agermanament amb les següents localitats:
- Aalborg, Nordjylland, Dinamarca
- Liperi, Itä-Suomi, Finlàndia
- Orsa, Dalarna, Suècia